# Phaonia dissimilis
Phaonia dissimilis är en tvåvingeart som beskrevs av Malloch 1923. Phaonia dissimilis ingår i släktet Phaonia och familjen husflugor.
Artens utbredningsområde är Alaska. Inga underarter finns listade i Catalogue of Life.